# Arts plastiques au IIIe siècle
Arts plastiques au IIe siècle - Arts plastiques au IIIe siècle - Arts plastiques au IVe siècle
Chronologie des arts plastiques

## Événements
- Vers 200 :
  - fresques chrétiennes de la catacombe du cimetière de Saint-Calixte, du cimetière de Priscille et du cimetière de Domitille, à Rome[1]. L'art chrétien des catacombes se développe[2].
  - Tondo severiano, panneau de bois peint représentant Septime Sévère et sa famille[2].
- Vers 200-230 : premiers sarcophages paléochrétiens à décor sculpté[2].

- 244-245 : reconstruction de la synagogue de Doura Europos, ornée de fresques figuratives uniques à ce jour pour une synagogue antique[3].
- Vers 250-260 : époque probable de la réalisation en marbre du grand sarcophage Ludovisi[4].

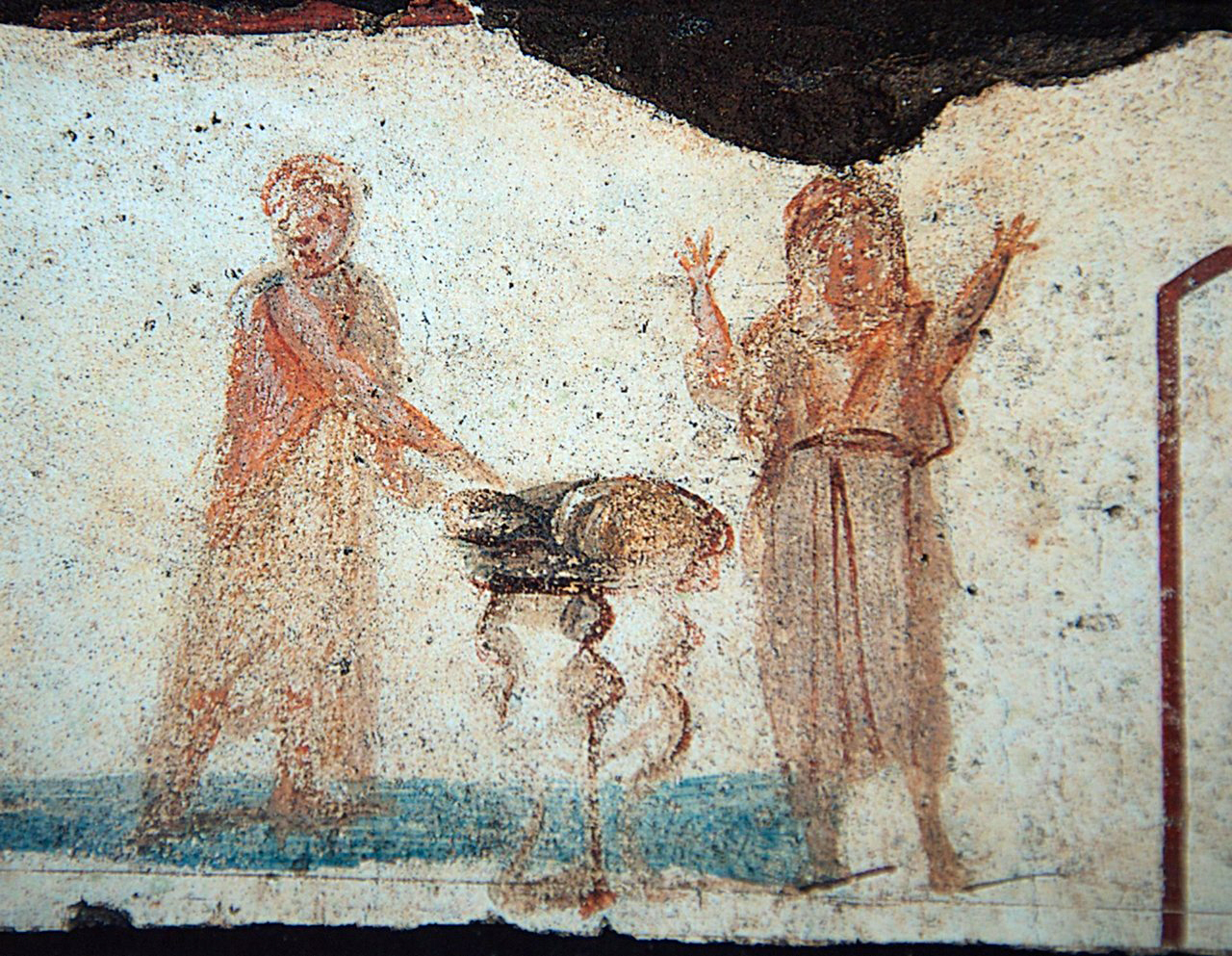
Le pain de l'Eucharistie, catacombe de Saint-Calliste.
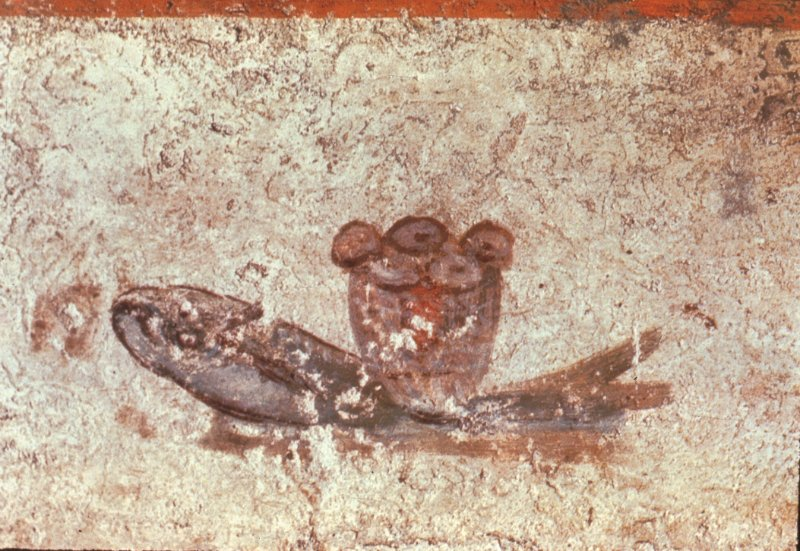
Pain de l'Eucharistie et poisson, catacombe de Saint-Calliste.
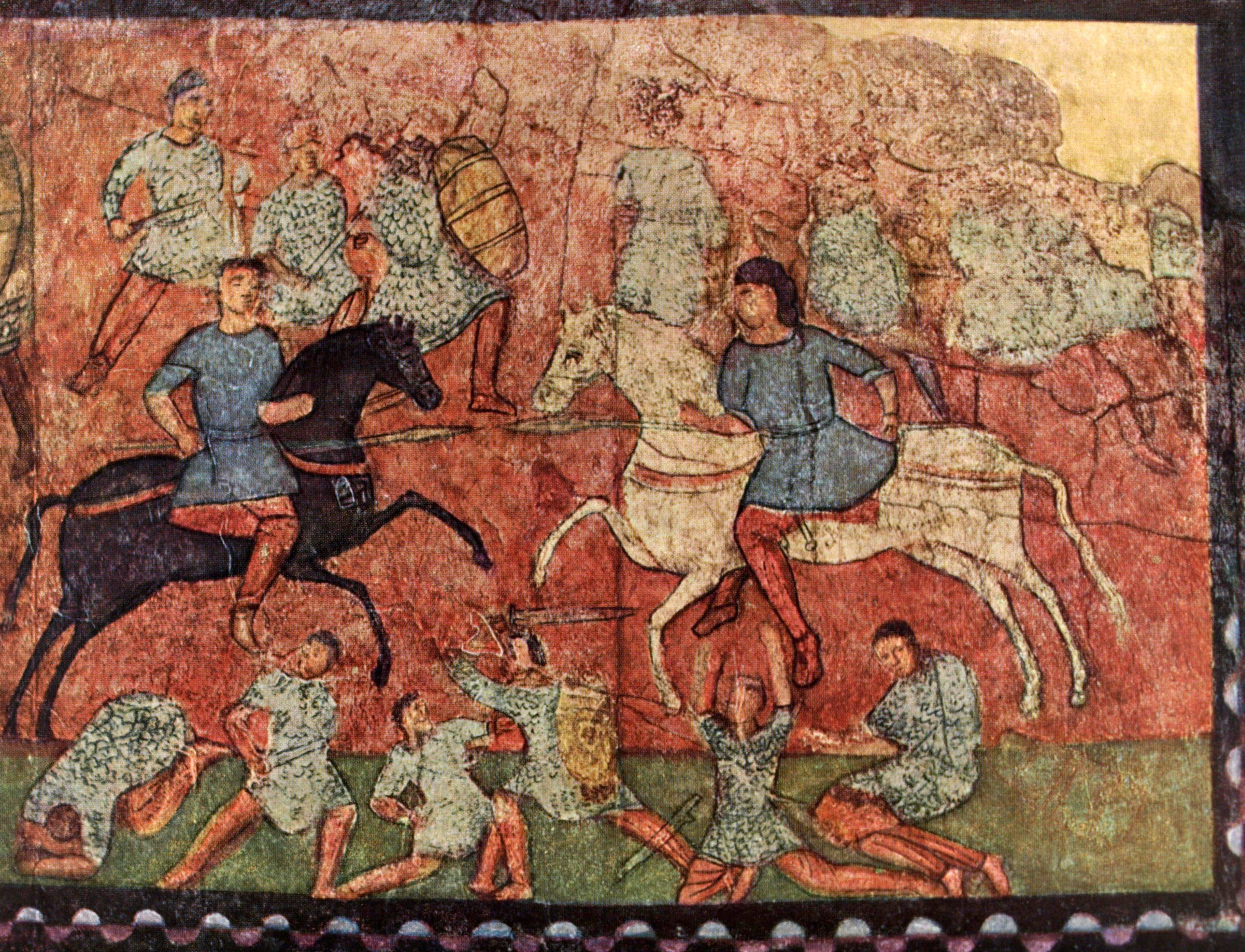
Fresque de la synagogue de Doura Europos, représentant la bataille d'Eben Ezer.
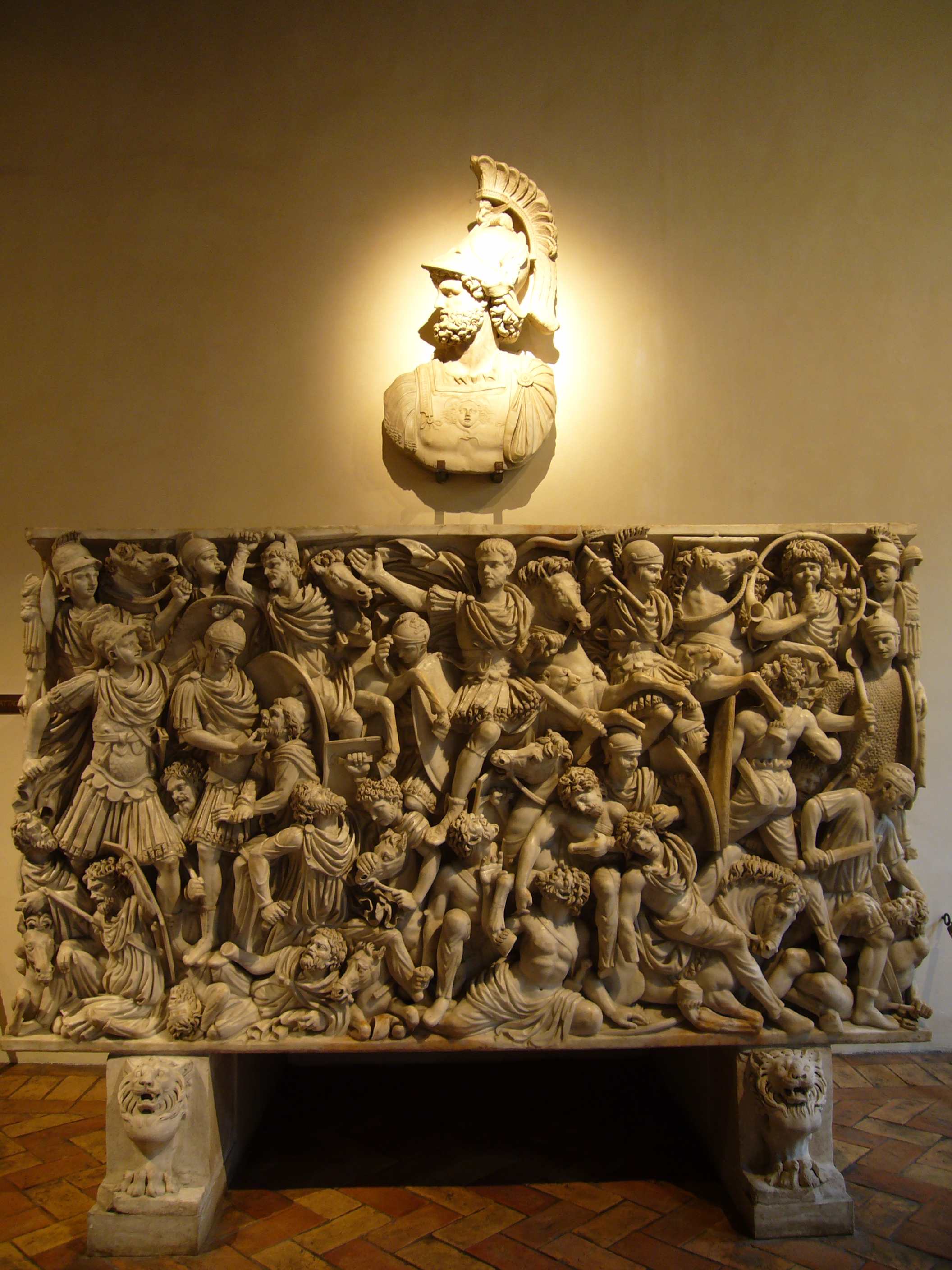
Grand sarcophage Ludovisi.